# Malenka coloradensis
Malenka coloradensis är en bäcksländeart som först beskrevs av Banks 1897.  Malenka coloradensis ingår i släktet Malenka och familjen kryssbäcksländor. Inga underarter finns listade i Catalogue of Life.